# 中山素平
中山 素平（なかやま そへい、1906年（明治39年）3月5日 - 2005年（平成17年）11月19日）は、日本の銀行家。
日本興業銀行（現：みずほフィナンシャルグループ）頭取、同会長、経済同友会代表幹事、海外技術協力事業団（現：国際協力機構）会長等を歴任。
「財界の鞍馬天狗」の異名を持つ一方、部下からは「そっぺいさん」と呼ばれ慕われた。

## 経歴

### 概観
日本興業銀行頭取。「高度成長への神通力」「戦後金融史を体現」「ミスター興銀」「奔放な資本主義に警鐘」と評され、高度成長期の日本の経済界をリードした人物であり、財界の鞍馬天狗の異名をとった（名付け親は評論家の草柳大蔵）。“そっぺいさん”の愛称でも親しまれた。

### 生い立ち
1906年（明治39年）ともに長崎県出身の父金三郎、母禎の六男一女の三男として東京府に生まれる。「素平」の由来は、「素」は白より白くの意味で、「飾らない人間になれ」という願いが込められている。
小学校4年生のときに父を喪う。旧制麻布中学校を卒業。
1929年（昭和4年）東京商科大学本科（現：一橋大学）を卒業。高瀬荘太郎ゼミに所属し、卒業論文は「景気変動理論における金融中心説の一考察」。

### 職歴
1929年（昭和4年）日本興業銀行に入行する。同窓の同期に川又克二（のちに日産自動車社長や経団連副会長を歴任）がいる。
- 1929年（昭和4年）本店経理課に配属。
- 1932年（昭和7年）本店預金課に異動。
- 1935年（昭和10年）本店鑑定課に異動。
- 1936年（昭和11年）大阪支店に異動。
- 1937年（昭和12年）東北支店（福島）に支店長代理として異動。
- 1940年（昭和15年）札幌支店次長
- 1941年（昭和16年）神戸支店次長
- 1942年（昭和17年）本店査業部次長
- 1943年（昭和18年）海外派遣・南方占領地区出張としてシンガポールへ
- 1945年（昭和20年）2月人事部長
- 1947年（昭和22年）興銀理事
- 1950年（昭和25年）常務取締役
- 1951年（昭和26年）日本開発銀行に出向。次席理事に就任。
- 1954年（昭和29年）興銀に戻り副頭取。
- 1957年（昭和32年）から1959年（昭和34年）まで経済同友会代表幹事（終身幹事）。
- 1961年（昭和36年）頭取
- 1968年（昭和43年）会長に就任。相談役を経て1984年から特別顧問。
- 1970年（昭和45年）日本アブダビ協会会長[2]
- 1974年（昭和49年）日本アラブ首長国連邦協会会長[2]
- 2005年（平成17年）11月19日午後5時45分、肺炎による心不全のため、都内の榊原記念病院で逝去。享年99。

### 業績
- 終戦直後、興銀は、特殊銀行としてGHQ（連合国軍総司令部）の指令により廃止の危機にあったが、中山は調査部長・復興金融部長として、GHQと興銀の存廃をかけて交渉する。その結果、ついに存続を認めさせることに成功した。
  - この経験から、粘り強い交渉力と強い意志に基づく経営理念を身につけた。
- 1950年（昭和25年）、川崎製鉄（現：JFEスチール）が千葉に銑鋼一貫工場を建設する計画書を通商産業省に提出した。1950年度に250万トン程度の粗鋼生産しかない業界に、一挙に50万トンの生産力をもつ一貫工場を、資本金5億円の川崎製鉄が163億円かけて建設するという計画であった。日本銀行の一万田尚登総裁は金融引き締め政策に逆行する巨額投資に憤り、「製鉄所にペンペン草をはやしてやる」とまで言い放ち、反対した。中山は、原料の船からの荷下ろしから製銑・製鋼・圧延、製品の船積みまでの全工程が合理的にレイアウトされていること、全工程に最新の設備の導入が予定されていることなど、優れた計画であることを認め、この反対を押し切り、融資を決め、製鉄所実現に尽力した。
- 1962年（昭和37年）には東邦海運と日鉄汽船の合併による新和海運設立の舞台回し役を務め、1964年（昭和39年）の海運再編成の契機を作った。
- 1964年（昭和39年）、低迷する証券市場の安定を目的に株式の買い上げ機関「日本共同証券」が設立されたが、その発起人総代になった。
- 1965年（昭和40年）5月28日 山一證券が経営危機に陥り、日本銀行氷川寮で事態収拾のための会議が行われた際、日銀特融を主張し、田中角栄蔵相の決断を引き出すきっかけを作った。
- 1966年（昭和41年）8月の日産自動車とプリンス自動車の合併に尽力した。
- 1970年（昭和45年）、富士製鐵と八幡製鐵の大型合併による新日本製鐵（新日鉄）発足に難色を示した山田精一公正取引委員会委員長と推進派の大平正芳通産相の会談をセットして合併承認への道を開いた。
- 1973年（昭和48年）11月21日、経済団体連合会、日本商工会議所、経済同友会、関西経済連合会の財界4団体が母体となり設立されたエネルギー総合推進委員会の委員長として、インフレ抑制のため、値上げ自粛などを盛り込んだ「中山構想」を提唱した。
- 中東協力センター理事長として中東との交流に努め、「資源派財界人」とも呼ばれた。
- 多くの企業の救済・起業に東奔西走し、その中にはハウステンボスの起業や1992年経営危機に陥ったアスキーの救済などが知られている。
- 中曽根康弘元首相の私的諮問機関「平和問題研究会」に加わったほか、臨時教育審議会の会長代理に就いた。中曽根元首相が推進した国鉄の分割民営化に反対していた田中角栄を中山が説得した。
- 1983年（昭和58年）、上越新幹線の開通と同時に、土光敏夫ら財界挙げての支援の下に、日本初の全て英語で授業を行う大学院大学である国際大学を新潟県南魚沼市に開学した。中山は、自ら初代理事長となり、初代学長には大来佐武郎が就任した。国際大学の経営を自らのライフワークとし、99歳で亡くなるまで特別顧問として采配を振った。
- 1989年（平成元年）には、大学の後輩に当たる筑井甚吉大阪大学教授らの要請を受け、環太平洋産業連関分析学会設立に尽力した[3]。またこの頃、関西や東京、沖縄の経済人による「沖縄懇話会」が中山の呼び掛けで設立されている（メンバーに稲盛和夫、稲嶺恵一、ダイキン工業やオリックスなど）[4]。

## エピソード
- 今里広記とは親友で、その間柄から財界においては、「知恵の中山、行動の今里」と称された。
- 経済人の勲章ともいえる日本経済新聞「私の履歴書」を終生断り続けた。
- 叙勲に関しても「人の値打ちを役所に決めてもらうのはたまらん」と終生断り続けた[5]。
- 日本開発銀行を設立するときに、初代総裁に内定していた小林中は、興銀から当時常務であった中山を副総裁でスカウトしようとした。しかし、日本銀行総裁の一万田尚登が日銀理事の太田利三郎を副総裁に推した。そこで、小林は中山を筆頭理事で招くことになった。そんなとき、大蔵省事務次官の船山正吉が大蔵省出身の中村建城をぜひ筆頭理事にとねじ込んできた。結局、中山は次席理事で開発銀行に行くことになった。このことに関して、中山は、日本の事業金融を軌道に乗せようと思っていたので、ポストが一つ上だろうが、下だろうがあまり意に介さなかったと述べている[6]。

## 関連書籍
- 高杉良『小説日本興業銀行（第一部～第五部）』（講談社文庫、1990-1991年）[7][8][9][10][11] - 中山素平を主人公として、彼の識見、行動力、人の心をつかむ魅力がいかんなく描かれている。
  - 高杉良『勁草の人 戦後日本を築いた財界人』（文藝春秋、2014年）
    - 『勁草の人 中山素平』（文春文庫、2017年）、評伝小説
- 城山三郎「二階級下げられても」『静かなタフネス10の人生』文春文庫、1990年6月10日。ISBN 978-4167139179。
- 城山三郎『運を天に任すなんて 素描・中山素平』（光文社、1997年／光文社文庫、2001年／新潮文庫、2003年）、評伝小説
- 国正武重『「財界の鞍馬天狗」中山素平さんが言い遺したこと』ArsLonga、2013年5月24日。ISBN 978-4-910677-02-6。 - ロングインタビュー